# Vrede
Vrede è un centro abitato del Sudafrica, situato nella provincia del Free State.